# Stélios Manolàs
Stélios Manolàs (Naxos, 13 de juliol de 1961) és un exjugador i entrenador de futbol grec. Considerat per especialistes com un dels millors defenses de la història del futbol grec, Manolàs jugà tota la seva trajectòria professional a l'AEK Atenes FC. Debutà al primer equip el 1980 enfront del Kastoria FC (1-1) i es retirà el 1998 enfront l'Skoda Xanthi. Guanyà 4 lligues i tres copes en els 451 partits que disputà. Amb la selecció grega jugà 67 partits, disputant la fase final de la Copa del Món de futbol del 1994. Un cop retirat, Manolàs ha entrenat la selecció grega sub-21.

## Palmarès
- Lliga grega de futbol: 1989, 1992, 1993, 1994
- Copa grega de futbol: 1983, 1996, 1997
- Supercopa grega de futbol: 1989, 1996
- Copa de la Lliga grega de futbol: 1990